# 澳門小姐 (飛機)
澳門小姐是「澳門航空運輸有限公司」租用的一輛水陸兩用飛機，飛機註冊編號為VR-HDT。1940年代來往香港及澳門兩地，航程僅需20分鐘，是當時來往兩地最快捷的交通工具。1948年7月16日，該航班被騎劫，失事墜毀，成為全球歷史上首宗商用客機劫機案。
懷疑涉案的4名疑人趙一明、趙昌、趙才、黃裕，中山斗門（今珠海市斗门区）人，前三者在墜機意外中死亡，黃裕是唯一生還者，但因肇事地點屬於中國境內而逃過審訊。傳聞飛機當時載有一批黃金，至今下落不明。

## 背景
澳門空運始於1935年11月，泛美航空公司使用一架四個螺旋槳的水陸兩用機「菲律賓飛剪號」來往港澳，每週一班，其後因太平洋戰爭爆發，於1941年12月停航。1948年，兩地復空航，由於澳門當時沒有機場，飛機需要停泊新口岸外港俗稱「石基」水域。
1948年4月，澳門葡籍富豪佩德羅·羅保與華人富豪梁昌合資興辦澳門航空運輸有限公司，於香港註冊。羅保任董事長，梁昌任經理，同年4月4日正式開幕，並由澳督柯維納主持航機「澳門小姐」號的命名禮，4月9日正式通航。
澳門小姐屬於PBY型的雙引擎螺旋槳機，機身兩側各有巨型凸拱玻璃罩，有如蜻蜓巨目，為水陸兩棲客機，飛機由香港國泰航空擁有，租予澳門航空運輸公司，來往港澳兩地。全機共設30個座位，備有當年仍屬尖端產品的無線電通訊，以便與機場通話。乘客多是富豪及有名望人士。
初航時，每週開航4天，其中週末、週日來回各開3班，週一及週五則每日來回一班，每次航程20分鐘。啟航3個月後，劫機案發生，澳門航空運輸公司只經營了1年零8個月便宣告結束，港澳飛行航線再次中斷，直至1960年代初，澳航引進新式的水上飛機再度營運，可是1963年啟航的水翼船服務讓澳航再度因競爭力不足而再度停辦。後來才有直昇機往返兩地。

## 失事
1948年7月16日5時許，該航機原定下午6時飛抵香港啟德機場，但飛機突然失踪。約6時10分，澳門漁民馮萬有在漁船上，發現澳門小姐正在向北飛行，機身搖擺不定，不久後衝入澳門一帶海域。
澳門司警總部約於6時半接獲香港民航處通知，指「澳門小姐」沒有如預定時間到達，而且失去聯絡，懷疑發生意外。同時，澳門司警亦獲報，華界洲仔村多位村民說看到有一架灰色飛機墜入九洲洋海面。
當時機上有23名搭客，包括12名華人、11名美、英、俄及葡萄牙等國籍的外國人，其中包括一個美國遊客家庭，全家四人罹難，另外有4名外籍機組人員。澳門司警部隨即派出多艘水警輪進行搜索，此時馮萬有要求司警協助，船上除了他的家人外，還有一名被救起的搭客。

## 神秘生還者
馮萬有回憶說，當目睹飛機撞入水面10分鐘後，全機已遭沒頂，他把漁船駛近，海面浮起油污，不久發現海上有一人抓起木塊，在海面漂浮，該人當時陷於半昏迷狀態。搭客獲救後，其中一條腿折斷，身體多處傷口，但仍有意識，並且喊痛，他隨後被送入澳門山頂醫院。
獲救者自稱黃裕，中山斗門人，在鄉間務農，近年轉往澳門找工作，但仍然待業，後來他遇上一個姓趙的同鄉（即趙一明），對方建議與他結伴前往香港，他可以做機械學徒。兩人於是乘搭同一班機，起飛後機頭爆炸，機身猛烈震盪，他迅即昏迷。迷糊間，有人將他從窗口拖出，這時他已經身處在大海中央，後來就遇到馮萬有。馮萬有曾問黃裕，救他的人是不是姓趙的同鄉？黃裕說，他離飛機時，姓趙的同鄉還昏迷在機內，相信已然罹難。
不過，目擊者當時並未說飛機曾經爆炸，與黃裕口供有出入。往後兩天，澳門司警在失事現場搜索，直至7月16日下午4時，終於發現機體殘骸。蛙人首先潛入大海，將繩索綁在機身兩邊，再由船將它扯起，該次打撈雖然不成功，但海面浮出了6具屍體。
完成打撈工作後，飛機交由司警調查，警方赫然發現飛機內壁有數道清晰可見的彈痕，找到兩顆彈殼及一顆未發射的子彈，從子彈的類型推斷，分別屬於兩支不同的手槍。驗屍報告隨後指出，副機師麥都夫曾受槍傷，另有一名美國乘客被子彈射穿左胸心房。

## 揭發
警方發現，乘客大多來自上流社會，但有三名姓趙的中國人，背景不明。三人中，兩人的屍體已被起出，但未有人認領。由於黃裕曾謊稱飛機爆炸，亦令警方起疑。失業的黃裕當時曾解釋，機票是姓趙朋友出錢買的，自己毋須付上分毫。　
澳門司警當時發出假消息，指航空公司將會對死者家屬作出賠償，請親屬認屍及登記，如親屬不在澳門，可以找朋友代為登記。不久後，一名叫趙二妹的女子聯絡警方，聲稱是搭客趙一明的堂妹。
她是中山斗門人，居於澳門，堂兄趙一明二戰時曾擔任空軍，能駕駛飛機，能說英語，早前他帶著兩名同鄉趙昌及趙才，到澳門找工作，3人與黃裕曾到她家中借宿一晚，翌日乘飛機前往香港。四人上機時只帶有一個公事包，而且不許趙二妹觸碰。
警方於是派人到中山斗門蒐集更多資料，發現4人有不尋常背景。趙一明在軍中因犯事被革職，返鄉間後是當地流氓。趙昌、趙才二人據稱曾充當日軍的密探。黃裕有一妻一子，在鄉間有持槍犯案的紀錄。

## 查探
為了從黃裕口中取得案情，警方安排一名探員，將豬血塗在身上，扮成車禍傷者，躺在黃裕旁邊的床上，希望套取真相，但黃裕一直不肯透露任何風聲，警方於是改變策略，安排一名男人來到病房，假裝探望車禍傷者。
該探病人操著中山斗門的鄉音，看見黃裕後，向他說：「你不就是老黃嗎？很久沒見了！」他之後說：「你們幾個，出來做案搵食，也不預我一份！……為甚麼弄至失手了？」黃裕最初仍拒絕回答，但該男子拿出一份葡文報章，向他說：「阿明、阿才、阿昌三人被英國軍艦救起，帶到香港審訊，他們對警察說，是由你策劃的，負責買來槍，他們被迫參加。在機上，你開槍打死了人。報紙上也有報導，現在誰都知道你指揮劫機啦！」黃裕即時說：「明明是阿明策劃的，他懂得駕飛機，要不是他，我們又怎會選飛機來行劫？我才是『跟班』啊！」
據黃裕供詞所說，他們一行四人看中「澳門小姐」的乘客不少是富豪，身上或有不少黃金，四人於是賣掉田地，購置槍械枝，登機時把槍藏於褲管。
按照原先計劃，趙一明及趙昌坐在機師後面，負責搶奪控制權，由趙一明駕駛；趙才及黃裕分別坐在中間及機尾，負責脅持乘客。他們打算在飛機接近華界時發難，將飛機開到中山八區平塘海面，藏在蘆葦叢中搜劫。
不過，任職德士古石油駐港副經理的史超域，趁機向趙才反擊；軍人出身的副機師麥都夫，也向趙昌出手還擊，機長嘉拉馬配合反攻，把駕駛盤大力一扭，飛機側傾。趙一明於是向嘉拉馬及副機師麥都夫開槍，嘉拉馬的屍體壓在駕駛盤上，無法移開，飛機直衝大海。

## 無罪釋放
雖然當時司警已掌握子彈、彈殼、受槍傷的屍體及黃裕的供詞，但黃裕送上澳門法庭後，卻推翻一切供詞，稱是編出來跟「假同鄉」開玩笑。澳門當時亦指機上多是香港乘客，建議將案件移交香港審訊，並指澳葡當局不能判處在國際領空航行英國籍（指在香港註冊）飛機上所犯的罪案，香港政府則指出事地點是華界，香港沒有審訊權力。黃裕最後無罪釋放。

## 黃裕下落
黃裕在案件後下落不明，但中國政協中山委員會曾有一段文章，指黃裕為中山荔枝山人，中山被中共佔領後八字運動時，黃裕被捕，被內地法院判處有期徒刑4年。